# Ludwik Fryderyk Hildt
Ludwik Fryderyk Hildt (ur. 6 sierpnia 1847 w Warszawie, zm. 21 września 1919 tamże) – polski malarz i entomolog. 

## Życiorys

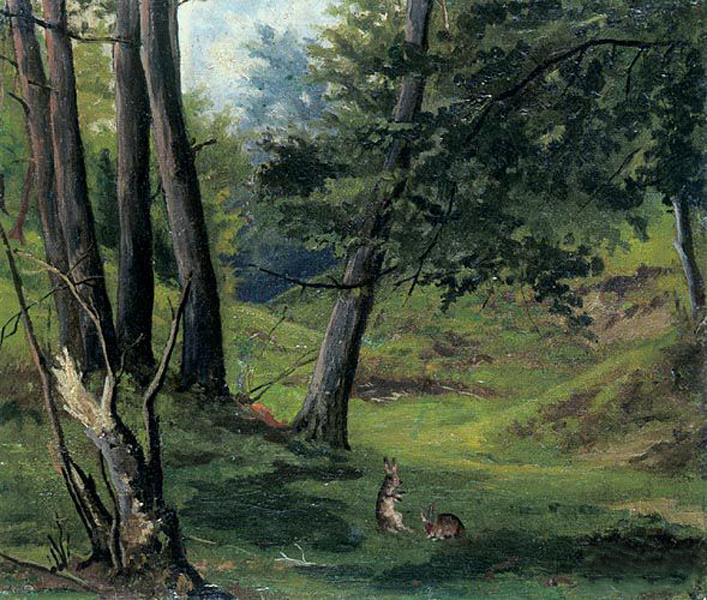
Ludwik Fryderyk Hildt, Pejzaż leśny z zającami

Syn Ludwika i Emilii z Grosserów. Uczęszczał do gimnazjum filologicznego, równocześnie uczył się w szkole rysunku i malarstwa Wojciecha Gersona w Warszawie. Po ukończeniu gimnazjum studiował w Akademii Rolniczej w Prószkowie, w październiku 1847 wyjechał do Monachium, gdzie studiował na Akademii Sztuk Pięknych. Następnie kontynuował naukę w Paryżu i Florencji, swoje prace wystawiał m.in. w Zachęcie. 
Oprócz malarstwa Ludwik Fryderyk Hildt zajmował się entomologią, był koleopterologiem, jednym z pionierów badań nad chrząszczami zamieszkującymi polskie ziemie. Jest autorem ośmiu publikacji poświęconych chrząszczom m.in. Krajowe owady wodne, Owady krajowe kózkowate, Żuki czyli gnojowce krajowe. Prowadził badania na Suwalszczyźnie, Lubelszczyźnie oraz w Tatrach. Uczestniczył w wyprawach naukowych do Algierii, na Krym i Kaukaz. Jego bogata kolekcja owadów znajdowała się w Muzeum Przemysłu i Rolnictwa w Warszawie i spłonęła podczas powstania warszawskiego. Nieliczne dublety przetrwały w zbiorach Muzeum Górnośląskiego w Bytomiu i zostały włączone do tzw. kolekcji Mączyńskiego. 
Ludwik Fryderyk Hildt został pochowany na warszawskim cmentarzu ewangelicko-augsburskim (aleja 24, grób 6/7/8).